# Cylistella adjacens
Cylistella adjacens là một loài nhện trong họ Salticidae.
Loài này thuộc chi Cylistella. Cylistella adjacens được Octavius Pickard-Cambridge miêu tả năm 1896.